# Heinrich Srbik

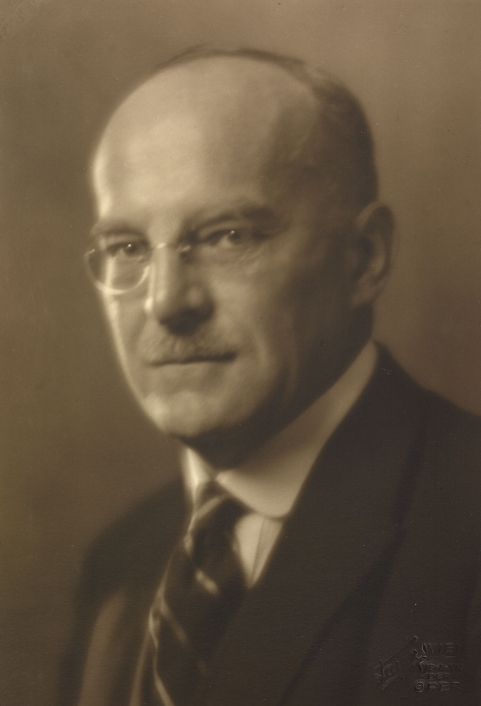
Aufnahme von Georg Fayer (1927)

Heinrich Ritter von Srbik (ab 1919 eigentlich Heinrich Srbik; * 10. November 1878 in Wien; † 16. Februar 1951 in Ehrwald, Tirol) war ein österreichischer Historiker. Er lehrte von 1922 bis 1945 als Professor für Geschichte der Neuzeit an der Universität Wien. Er vertrat eine „gesamtdeutsche Geschichtsauffassung“. Von 1929 bis 1930 war er österreichischer Unterrichtsminister und von 1938 bis 1945 Präsident der Wiener Akademie der Wissenschaften.

## Herkunft und Ausbildung
Srbiks Vorfahren stammten aus Böhmen. Sein Großvater Franz Srbik (1807–1897) war Hofrat im kaiserlichen Obersthofmeisteramt und wurde 1868 in den erblichen Ritterstand erhoben. Der Vater, der ebenfalls Franz hieß (1841–1910), war Jurist im Finanzministerium und Vorstand der Lottogefällsdirektion. Mütterlicherseits war er ein Enkel des Historikers Heinrich Wilhelm Grauert. Heinrich Ritter von Srbik wurde somit familiär sowohl von der österreichischen Beamten- als auch von der deutschen Gelehrtentradition geprägt. 
Er besuchte das Theresianum Wien, an dem ihn sein Lehrer Eugen Guglia für Geschichtswissenschaft begeisterte. 1897 begann er das Geschichtsstudium an der Universität Wien und belegte zwischen 1898 und 1901 Kurse am Institut für Österreichische Geschichtsforschung, gemeinsam mit seinen Freunden und späteren Kollegen Wilhelm Bauer und Hans Hirsch. Während seines Studiums wurde er 1898/99 Mitglied des Vereins Deutscher Hochschüler im Waidhofener Verband, der späteren Wiener akademischen Burschenschaft Gothia. Im Sommersemester 1900 fungierte er als Sprecher dieser Verbindung. Mit einer Arbeit über Burggraf Friedrich III. von Nürnberg wurde er 1901 bei Oswald Redlich zum Dr. phil. promoviert.

## Wissenschaftliche und politische Karriere bis 1938
1902 wurde er ständiger Mitarbeiter der Kommission für neuere Geschichte Österreichs, für welche er österreichisch-niederländische Staatsverträge edierte. Von 1904 bis 1912 arbeitete er als Assistent und später unter Emil von Ottenthal als Bibliothekar am Institut für Österreichische Geschichtsforschung. Mit einer Schrift zum staatlichen Exporthandel Österreichs von Leopold I. bis Maria Theresia habilitierte er sich 1907 in Wien für das Fach Österreichische Geschichte. Aufgrund einer Abhandlung über Wilhelm von Schröder wurde die Venia auf Allgemeine Geschichte erweitert. 1911 wurde er Beisitzer im Vorstand der Burschenschaftlichen Historischen Kommission.
Die Universität Graz ernannte ihn 1912 zum außerordentlichen Professor für Allgemeine Geschichte, 1917 zum ordentlichen Professor für neuere Geschichte und Wirtschaftsgeschichte. In den Sommerferien leistete er als Reserveoffizier und Hauptmann der Landwehr im Ersten Weltkrieg von 1915 bis 1918 Dienst an der italienischen Front. 1922 wechselte er auf den Wiener Lehrstuhl für Geschichte der Neuzeit. Zu seinen Studenten gehörten der Schriftsteller Heimito von Doderer, der spätere Bundeskanzler Josef Klaus sowie der Historiker Taras Borodajkewycz. Hellmuth Rössler habilitierte sich bei ihm.
Srbiks Arbeit über Klemens Wenzel Lothar von Metternich gilt noch immer als ein Standardwerk. Er prägte den Begriff „Metternichsches System“. Srbik sah Metternich als einen Konservativen aus vorrevolutionärer Zeit, der auf die Verteidigung des monarchisch-ständischen gegenüber dem revolutionär-egalitären Prinzip abzielte. Auch wenn er die „reine Monarchie“ propagierte und das konstitutionelle System ablehnte, war er nach Srbik doch auch Feind einer monarchischen Willkürherrschaft. Diese war für Metternich vielmehr an das Recht gebunden. Vom 16. Oktober 1929 bis zum 30. September 1930 bekleidete der parteilose Srbik das Amt des österreichischen Unterrichtsministers im Kabinett von Johann Schober.

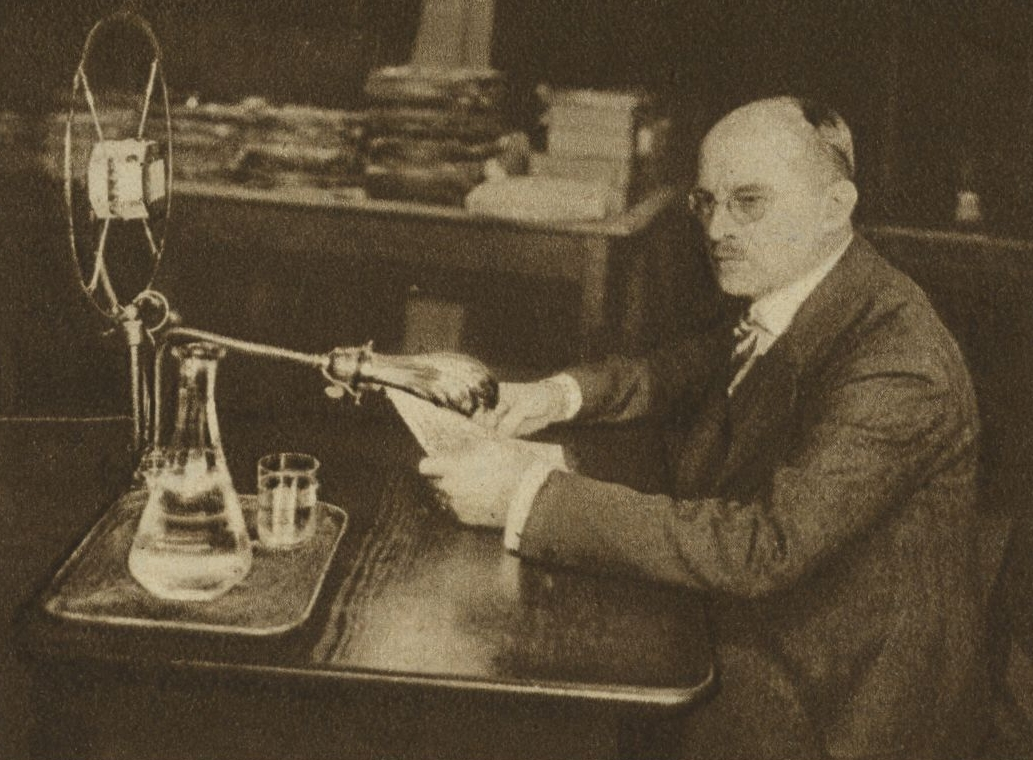
Srbik im Tonstudio (1930)

Er gehörte zur „Bärenhöhle“, einem losen Netzwerk von Professoren mit christlich-sozialen, deutschnationalen und antisemitischen Einstellungen. Sie gehörten zur Philosophischen Fakultät der Universität Wien, die damals sämtliche Geistes- und Naturwissenschaften umfasste, und trafen sich geheim.

## Anschluss und NS-Zeit

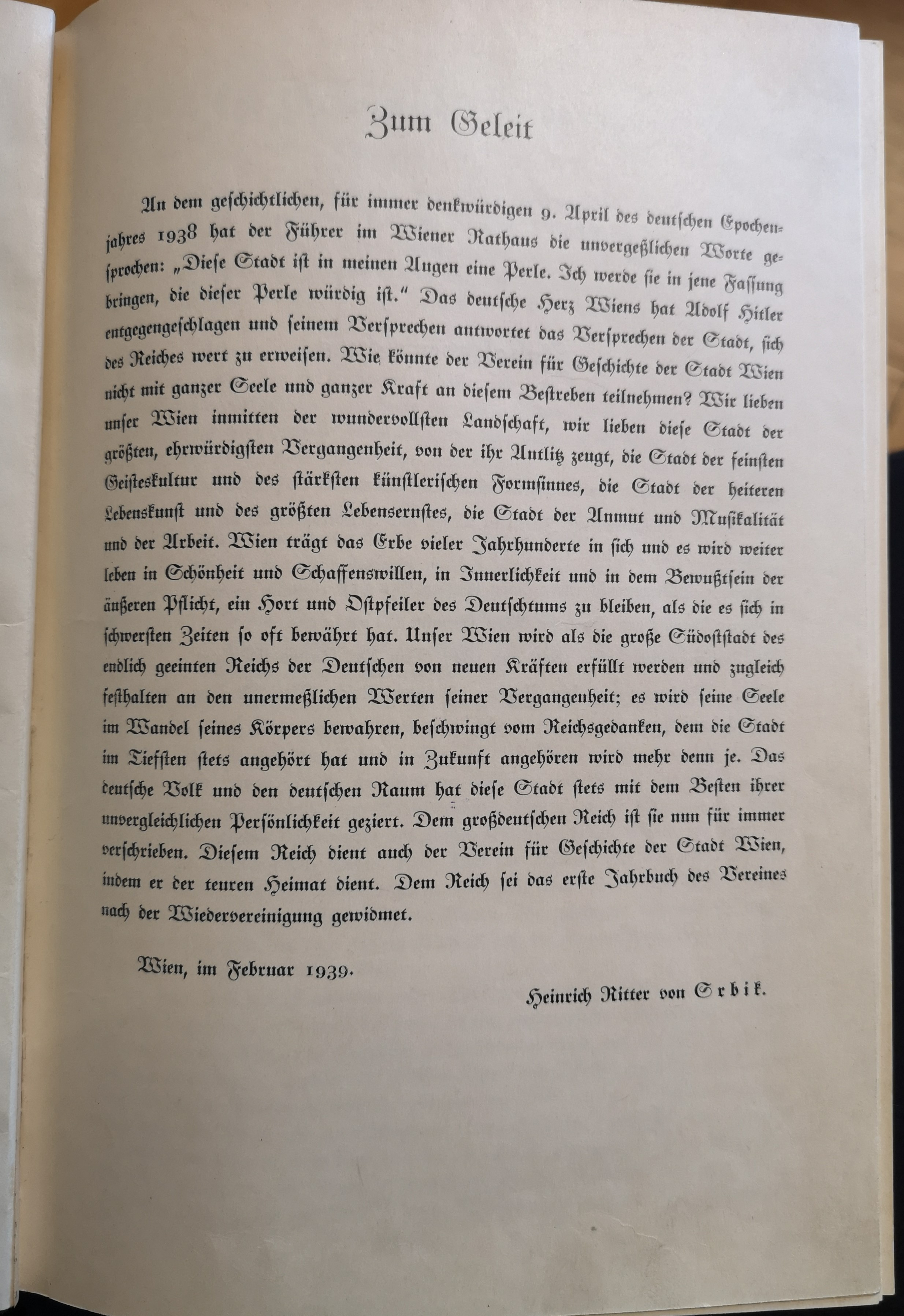
Geleitwort Srbiks vom Februar 1939 zum „Anschluss“ (Jahrbuch des Vereines für Geschichte der Stadt Wien, NF 1)

Srbik stand für eine „gesamtdeutsche Geschichtsauffassung“. Zum deutschen Reichsgedanken existiert ein Schriftverkehr zwischen ihm und Arthur Seyß-Inquart. In einer Rede vom 27. April 1938 begrüßte er den „Anschluss Österreichs“ als die „Verwirklichung des tausendjährigen Traums der Deutschen“. Im von ihm mit herausgegebenen Jahrbuch des Vereines für Geschichte der Stadt Wien des Jahrgangs 1939 feierte er die Vorjahresrede Adolf Hitlers im Wiener Rathaus anlässlich der Bekanntgabe der Ergebnisse der „Volksabstimmung“ zur Annexion Österreichs als „geschichtlichen, für immer denkwürdigen 9. April des Epochenjahres 1938“ und widmete die künftige Vereinstätigkeit dem „großdeutschen Reich“ und seinen politischen Zielen.
Zu Beginn der nationalsozialistischen Herrschaft in Österreich von 1938 bis 1945 trat Srbik am 1. Mai 1938 in die NSDAP ein (Mitgliedsnummer 6.104.788). Die Partei ehrte ihn durch die Zuteilung einer nicht hohen Mitgliedsnummer als „Altparteigenossen“ und die Aufnahme in die Fraktion der NSDAP im Großdeutschen Reichstag. Dem klassischen Bild eines kämpferischen Nationalsozialisten entsprach er jedoch nicht. Das Gauschulungsamt Wien notierte: „Keine aktive Mitarbeit in der Ortsgruppe“ und: „Er lehnt eine Bewertung rassischer Triebkräfte in der Geschichte ab.“ Im Zuge der Gleichschaltung der Studentenverbindungen 1938 wurde auch Srbiks Burschenschaft Gothia in eine Kameradschaft des NSDStB überführt. Er erklärte einige Zeit später seinen Austritt. Das Amt Rosenberg schätzte ihn am 11. September 1942 folgendermaßen ein: „Als Forscher und Charakter nicht zu beanstanden. Seine Geschichtsauffassung beruht jedoch zu sehr auf dem universellen Reichsgedanken“.
Während der Jahre 1938 bis 1945 war Srbik Präsident der Österreichischen Akademie der Wissenschaften. Er versuchte der Akademie ihren wissenschaftlichen Freiraum zu erhalten und scheute keine Konflikte mit NS-Autoritäten. Als z. B. die NSDAP-Reichspressestelle die Bezeichnung „Archiv für österreichische Geschichte“ beanstandete, verteidigte Srbik diesen Namen erfolgreich. 1936 wurde er als korrespondierendes Mitglied in die Preußische Akademie der Wissenschaften aufgenommen. Von 1937 bis 1946 war er Mitglied des Senats der Kaiser-Wilhelm-Gesellschaft. Er war von 1942 bis 1945 auch Präsident der Historischen Kommission bei der Bayerischen Akademie der Wissenschaften.

## Nach 1945
Im Jahr 1945 geriet Srbik nach dem Zweiten Weltkrieg wegen seiner Tätigkeit in der NS-Zeit an seinem Wohnort Ehrwald kurzzeitig in französische Haft und verlor seinen Lehrstuhl. Im Jahr 1951 war Srbik als Kandidat des Verbandes der Unabhängigen für die Wahl zum Bundespräsidenten Österreichs im Gespräch. Srbik starb jedoch noch vor einer eventuellen Nominierung.

## Familie
Verheiratet war Srbik ab 1912 mit Johanna (geb. Nissl), einer Tochter des Kirchenrechtlers Anton Nissl. Das Paar hatte drei Kinder. Der Offizier und Glaziologe Robert von Srbik war sein Zwillingsbruder.

## Ehrungen
- Militärverdienstkreuz (Österreich)
- Ehrenzeichen für Verdienste um die Republik Österreich (1922)
- Korrespondierendes Mitglied der Akademie der Wissenschaften zu Göttingen (1926)[20]
- Wolfgang-Amadeus-Mozart-Preis (1935)
- Dr. rer. pol. h. c. Ruprecht-Karls-Universität Heidelberg (1936)
- Österreichisches Ehrenzeichen für Kunst und Wissenschaft (1936)
- Ehrenbürger der Universität zu Köln (1938)
- Ehrenmitglied des Reichsinstituts für Geschichte des neuen Deutschlands[21]
- Goethe-Medaille für Kunst und Wissenschaft (1943)[21]
- Dr.-Heinrich-Srbik-Weg in Ehrwald

## Schriften
- Burggraf Friedrich III. von Nürnberg. Dissertation, Universität Wien, Wien 1901.
- Der staatliche Exporthandel Österreichs von Leopold I. bis Maria Theresia. Habilitationsschrift, Universität Wien, Wien und Leipzig 1907 (online).
- Wallensteins Ende. Ursachen, Verlauf und Folgen der Katastrophe. Seidel & Sohn, Wien 1920 (online).
- Metternich. Der Staatsmann und der Mensch, 2 Bde. München 1925, Bd. 3: Metternich. Der Staatsmann und der Mensch. Quellenveröffentlichungen und Literatur. Eine Auswahlübersicht von 1925–1952. Bruckmann, München o. J. [1954].
- Das österreichische Kaisertum und das Ende des Heiligen Römischen Reiches 1804–1806. Deutsche Verlagsgesellschaft für Politik und Geschichte, Berlin 1927.
- Quellen zur deutschen Politik Österreichs 1859–1866, 5 Bde., Stalling, Oldenburg 1934–1938.
- Deutsche Einheit. Idee und Wirklichkeit vom Heiligen Reich bis Königgrätz, 4 Bde., Bruckmann, München 1935–1942.
- Österreich in der deutschen Geschichte. Bruckmann, München 1936.
- Die margarita philosophica des Gregor Reisch († 1525). Ein Beitrag zur Geschichte der Naturwissenschaft in Deutschland. In: Denkschrift der Akademie der Wissenschaften in Wien, mathematisch-naturwissenschaftliche Klasse. Band 104, 1941, S. 83–205 (online).
- Aus Österreichs Vergangenheit. Von Prinz Eugen zu Franz Joseph. Müller, Salzburg 1949.
- Geist und Geschichte vom deutschen Humanismus bis zur Gegenwart. F. Bruckmann und Otto Müller, München und Salzburg 1950.